# Пиянец (Дебърско)
Пиянец (на македонска литературна норма: Пијанец) е бивше село в община Дебър на Северна Македония.

## География
Пиянец е било разположено на километър северно от Дебър, на тераса на 850 m в южните склонове на Кърчин.

## История
Селото Пиянец се споменава в Слепченския поменик между 1544 и 1548 година като Пїанèцъ, а във втората половина на XVI и началото на XVII век како Пиѩнець. Под това име се появява в писмените документи и през следните векове. Според народното предание селото Пиянец по-рано имало около 200 къщи.
В XIX век селото е смесено българо-помашко. В Бигорския поменик за 1863 година са споменати 16 имена на поклонници, а в края на XIX век е записано с две християнски и десет помашки къщи.
В „Етнография на вилаетите Адрианопол, Монастир и Салоника“, издадена в Константинопол в 1878 година и отразяваща статистиката на населението от 1873, Пянец (Pyanetz) е посочено като село с 13 домакинства, като жителите му са 23 помаци и 15 българи.
На Етнографската карта на Битолския вилает на Картографския институт в София от 1901 година Пиянец е смесено село българи, помаци, албанци и турци в Дебърската каза на Дебърския санджак с 12 къщи.
По време на Балканската война в 1912 година някои къщи са унищожени и в селото остават само две. Последният жител, напуснал Пиянец, е Търпе Куц - Пиянечки, изселил се през пролетта на 1913 година.
Землището на Пиянец е ниви и ливади, собственост на дебрани. От селото е останала само църквата „Преображение Господне“, наречена Пиянечка църква.